# Manuscrits de Dvůr Kralové et Zelená Hora

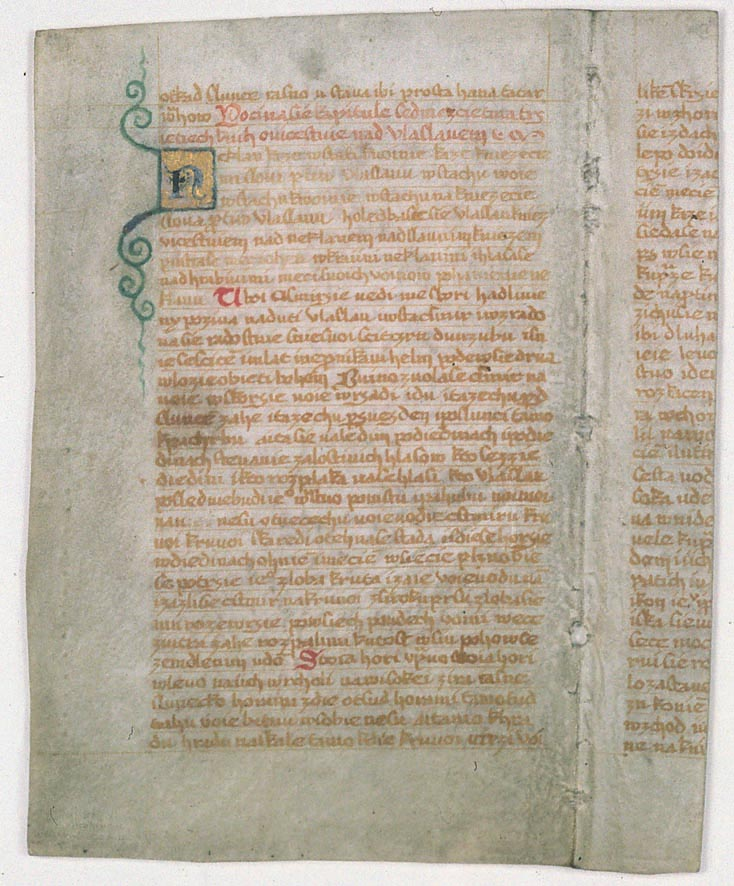
Une page du manuscrit de Dvůr Králové.

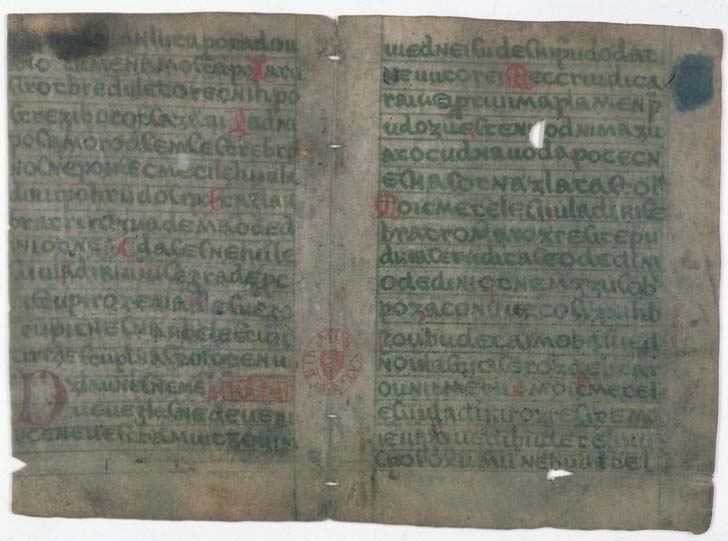
Les pages quatre et cinq du manuscrit de Zelená Hora.

Le manuscrit de Dvůr Králové (en tchèque : Rukopis královédvorský) et le manuscrit de Zelená Hora (en tchèque : Rukopis zelenohorský) sont des manuscrits en vieux slave, découverts en Bohême en 1817. Une analyse postérieure les a déclarés faux.

## Découverte
Václav Hanka découvre celui de Dvůr Králové nad Labem, tandis que Josef Linda découvre celui Zelená Hora.
Le manuscrit de Dvůr Kralové contient quatorze chansons, dont six sont épiques, six sont lyriques et deux relèvent des deux genres. Ces compositions devaient remonter au XIIIe siècle.
Le manuscrit de Zelená Hora est aussi appelé le Libušin soud (« Le Jugement de Libuše »). Il est publié pour la première fois dans le magazine Krok. Il devait remonter aux VIIIe siècle et IXe siècle et constituer ainsi le plus vieil exemple de tchèque écrit.
Zelena Hora est un château-ancien monastère - situé dans la commune de Klaster, proche de la petite ville de Nepomuk dans la région de Plzen (et non pas la chapelle de Zelena Hora à Zdar nad Sazavou).

## Authenticité controversée
Le contexte de la Renaissance nationale tchèque exacerbe la controverse sur leur authenticité parmi les intellectuels et les hommes politiques tchèques pendant presque un siècle.
L'historien et philologue tchèque, Josef Dobrovský (1753 - 1829), est un des premiers scientifiques à douter de l'authenticité du manuscrit de Zelená Hora.
Dans les années 1850, les manuscrits sont étudiés par les Allemands Julius Feifailk et Max Büdinger. En 1858, le bibliothécaire Anton Zeidler, dans un article anonyme, publié dans l'hebdomadaire pragois de langue allemande, Tagesbote aus Böhmen, affirme que les manuscrits sont des faux. Du côté tchèque, les manuscrits sont critiqués par Václav Nebeský (1852), Jan Erazim Vocel (1854) et Adolf Patera (1877).
Les nationalistes panslavistes voient dans ces manuscrits le symbole de la conscience nationale et les défendent. Alois Vojtěch Šembera (1878) et Antonín Vašek (1879) défendent leur authenticité.
Intitulé Nécessité de nouvelles expériences sur les manuscrits de Dvůr Kralové et de Zelená Hora (Potřeba dalších zkoušek rukopisu Královédvorského a Zelenohorského), l'article du philologue tchèque Jan Gebauer, publié dans la revue Athenaeum en février 1886, marque la phase finale de la polémique. Il est suivi par les articles de Tomáš Masaryk, en mars 1886, qui prend position contre les manuscrits d'un point de vue sociologique, de Jaroslav Goll, en juillet 1886 d'un point de vue historique et de Jindřich Vančura et Jaroslav Vlček d'un point de vue littéraire, en juin 1886. Tomáš Masaryk rencontre des problèmes pour son opposition aux manuscrits. Cependant le débat s'apaise tout de même cette année, en 1886.
Des expériences scientifiques inspirées de la criminologie ont prouvé au XXe siècle qu'il s'agissait de faux historiques.
Les deux manuscrits sont actuellement conservés au musée national de Prague.

## Inspiration littéraire
Ces manuscrits ont inspiré de nombreuses œuvres d'art, la plus célèbre est sans doute l'opéra Libuše de Bedřich Smetana. Les Légendes de l'ancienne Bohême d’Alois Jirásek reprennent Le Jugement de Libuše. Le premier roman de Miloš Urban, Poslední tečka za rukopisy (« Point final aux manuscrits ») prend pour thème le débat sur ces manuscrits.